# Eurycyde hispida
Eurycyde hispida är en havsspindelart som först beskrevs av Krøyer, H. 1844.  Eurycyde hispida ingår i släktet Eurycyde och familjen Ammotheidae. Inga underarter finns listade i Catalogue of Life.